# ¿Vieja yo?
¿Vieja yo? (En inglés: Never Too Late) es una telenovela venezolana realizada y transmitida por la cadena Venevisión en 2008 y distribuida internacionalmente por Venevisión International. Es una historia original escrita por Mónica Montañés, producida por Sandra Rioboó Rey y Alejandro León y dirigida por Carlos Izquierdo.
Está protagonizada por la primera actriz Mimí Lazo y Adrián Delgado, y con las participaciones antagónicas de Marjorie de Sousa y Juan Manuel Montesinos. Cuenta además con las participaciones estelares de Jean Carlo Simancas, Carlota Sosa, Chelo Rodriguez, y Raúl Amundaray.
Fue estrenada el 11 de septiembre de 2008 en el horario de las 21hs, y finalizó el 7 de marzo de 2009. Fue retransmitido por Venevisión Plus en 2014. El 23 de enero de 2018 es retransmitido nuevamente por Venevisión en el horario de las 13hrs. Y por tercera vez transmitida por venevisión desde el día 5 de junio de 2024.

## Sinopsis
La trama de la historia gira en torno a Margot Batalla, una actriz frustrada de 50 años que a todos les parece una señora mayor y siempre se refieren a ella como "la vieja esa".
Ella tiene tres sueños, quiere que su familia sea feliz, quiere ser actriz y quiere tener a un hombre que sea capaz de todo por ella, y cuenta con el único el apoyo de su amigo Ariel, quien es un viejo director de teatro. Un día, ilusionada por un papel de actuación que ofrecían en el "Caimán feliz", tuvo que disfrazarse de caimán, ser humillada y descubrir las infidelidades de su esposo, Justo Ramírez, quien ocupa un alto cargo en el "Caimán Feliz" y a su vez, es amante de Ixora Fuentes, a la que llama "Itxorita", la encargada del departamento de ropa íntima de la tienda.
El dueño de la tienda Don Pipo, escucha a su nieto hablando con su novia, Estefanía Urrutia y cree que tratan de declararlo sin facultades mentales para seguir al frente de la tienda,y quedarse con la gerencia general, lo cual es idea de Estefanía, su nieto, José Antonio, está en total desacuerdo en hacerle eso a su abuelo. Don Pipo, desesperado al conocer las ideas de estos, se encuentra con Margot, y con solo conocer sus aspiraciones actorales, la contrata para que lleve a cabo un papel como gerente general de la tienda.
Margot deberá luchar contra las infidelidades de su marido, la amargura, los regaños y la falta de apoyo de su madre, y el hecho de ser una mujer mayor enamorada del "muchachito", José Antonio Martínez. En esta historia se desenvuelven todo tipo de situaciones cotidianas, el correr del chisme rápidamente por todo "El Caimán Feliz" y muchos mal entendidos.

## Elenco
- Mimí Lazo - Margot Batalla de Ramírez
- Adrián Delgado - José Antonio Martínez García
- Marjorie de Sousa - Estefanía Urrutia Blanco
- Jean Carlo Simancas - Justo Ramírez
- Caridad Canelón -  Aracelis Sánchez
- Carlota Sosa - Josefina García Bellini Vda. de Martínez
- Carolina Perpetuo - Rosalía Torres de Estaba
- Rafael Romero - Ildemaro Blanco
- Sonia Villamizar - Martha Fuentes
- Rolando Padilla - Fran Meléndez
- Elaiza Gil - Ixora Fuentes
- Antonio Delli - Wincho Estaba
- María Antonieta Duque - Tamara Luján de Meléndez
- Juan Manuel Montesinos † - Joaquín Urrutia
- Laureano Olivares - Alberto Sánchez "El Topo"
- Eva Blanco - Clemencia Batalla
- Chelo Rodríguez - Marisol Pérez de Martínez
- Raúl Amundaray - José Martínez "Don Pipo"
- Alejo Felipe † - Ariel Gil
- Manuel Salazar - José Crisóstomo
- Mirtha Pérez - Rafaela
- Freddy Galavís † -  Nemecio Bello
- José Manuel Suárez - Justo "Justito" Ramírez Batalla
- Sindy Lazo - Milagros Urrutia Blanco
- Pastor Oviedo - Diego Sánchez
- Mario Sudano - Yony Frías
- Erika Schwarzgruber - Daniela Estaba Torres
- Erika Santiago - Esperanza Martínez
- Virginia Lancaster - Nancy Peña
- Marjorie Magri - Elizabeth Ramírez Batalla
- Deive Garcés - José Enrique Flores "Cheíto"
- Héctor Zambrano - Héctor Bambino
- Regino Giménez - Friita
- Genesis Oldenbug - Mikaela Meléndez Luján
- Daniel Sarcos - Camionero de la colchonería
- Luis "Moncho" Martínez - Camionero de la colchonería
- Edgardo Márquez - Camionero de la colchonería
- Reinaldo José Pérez -  Hércules Buendía
- Lisbeth Manrique - Helena
- José Luis Useche - Patrocinio Bracho
- Alejandra Machado - Justicia "Ticia" Ramírez

## Producción
- El título original era precisamente La vieja esa, sin embargo, debido al hecho de ser sumamente despectivo y peyorativo se decidió colocarle ¿Vieja yo?.
- En Argentina se transmitió con 125 episodios, mientras en Colombia con 128.

## Parodia
Vejuca Yo? fue una parodia que realizó el programa humorístico ¡A que te ríes!, el jueves 13 de marzo de 2009, en el horario de las 8 de la noche por Venevisión.